# Psilotris
Psilotris is een geslacht van straalvinnige vissen uit de familie van grondels (Gobiidae).

## Soorten
- Psilotris alepis Ginsburg, 1953
- Psilotris amblyrhynchus Smith & Baldwin, 1999
- Psilotris batrachodes Böhlke, 1963
- Psilotris boehlkei Greenfield, 1993
- Psilotris celsa Böhlke, 1963
- Psilotris kaufmani Greenfield, Findley & Johnson, 1993